# Antonio Albizzi
Antonio degli Albizzi (1547-1627) fue un sabio y teólogo italiano.
Antonio completó sus estudios en Pisa y se convirtió en regente de la Accademia degli Alterati. Su vida estuvo marcada por una importante actividad intelectual y política, así como por una notable conversión al luteranismo] que lo distinguió de muchos de sus contemporáneos . De joven, Albizzi escribió escritos sobre Dante, compuso poemas de Carnaval y escribió una biografía de Pietro Strozzi. En 1576, Antonio entró al servicio de Andreas von Habsburg, un joven cardenal y miembro de la familia Habsburgo, y sirvió como secretario, consejero y camerarius aulicus de Andreas . La conversión de Antonio al luteranismo ocurrió alrededor de 1585 durante su periodo como comisario de los Habsburgo en Carniola (Eslovenia). Se dice que la conversión fue provocada por una enfermedad y por un jesuita que le leyó las cartas de Pablo de Tarso.
A pesar de su conversión, Antonio mantuvo un perfil bajo, practicando el nicodemismo—una adhesión secreta a las creencias protestantes mientras participaba abiertamente en rituales católicos para evitar la persecución—. Tras la muerte del cardenal Andreas en 1600 , Antonio se trasladó a Kempten, una ciudad luterana, para evitar la jurisdicción de la Inquisición. Aquí vivió el resto de sus años, contribuyendo a la comunidad local como asesor político, filántropo y partidario de la escuela parroquial. Albizzi escribió varias obras teológicas luteranas, entre ellas las «Exercitationes theologicae» (1616-1617), una exposición detallada de la doctrina luterana. Antonio degli Albizzi falleció en 1627.